# Highest 2 Lowest
Highest 2 Lowest är en amerikansk kriminaldramafilm som hade premiär på Cannes filmfestival den 19 maj 2025. Den är regisserad av Spike Lee och är en nyinspelning av Himmel och helvete från 1963.

## Handling
När en mäktig musikmogul blir måltavla för en kidnappning, hamnar han i ett moraliskt dilemma. Filmen som är en nytolkning av Akira Kurosawas kriminalthriller Himmel och helvete är förlagd till dagens New York City.

## Rollista (i urval)
- Denzel Washington - David King
- Ilfenesh Hadera - Pam King
- Jeffrey Wright - Paul Christopher
- Ice Spice - Marisol Cepeda
- ASAP Rocky - Yung Felony
- Dean Winters - Higgins
- John Douglas Thompson - Earl Bridges
- LaChanze - Bell
- Aubrey Joseph - Trey King
- Michael Potts - Patrick Bethea
- Wendell Pierce - Gabe